# Aldebaran
Aldebaran [Betonung zumeist auf der letzten Silbe, gelegentlich auch auf der vorletzten] (α Tauri) ist ein Stern im Sternbild Stier. Der Name stammt aus arabisch الدَّبَران, DMG ad-Dabarān, und bedeutet der (Nach-)Folgende, weil der Stern den Plejaden am Himmel zu folgen scheint.
Er ist Teil des Wintersechsecks und liegt von der Erde aus in Richtung des offenen Sternhaufens Hyaden, gehört allerdings nicht zu diesem. Andere Namen sind Oculus Tauri (Auge des Stiers), Cor Tauri (Herz des Stiers), Parilicium und Palilicium. Mit einer scheinbaren Helligkeit von 0,87 mag steht er an 14. Stelle der von der Erde aus gesehenen hellsten Sterne.

## Eigenschaften

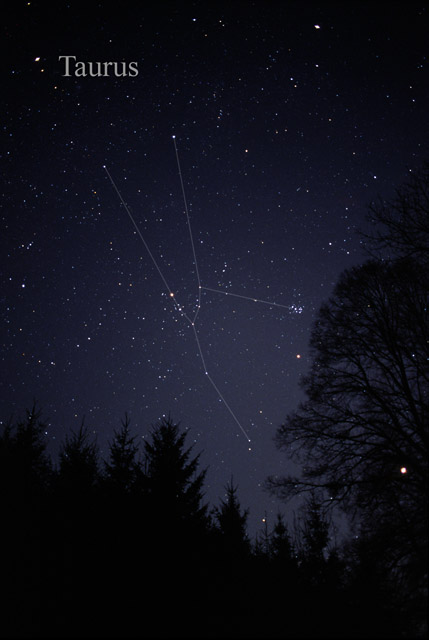
Aldebaran ist der hellste Stern im Sternbild Taurus (Mitte).

Aldebaran ist ein Doppelsternsystem in etwa 67 Lichtjahren (20 Parsec) Entfernung. Der Hauptstern ist ein Roter Riese der Spektralklasse K5 und der Leuchtkraftklasse III.
Er ist mit einer unregelmäßigen Periode bei einer Helligkeitsschwankung von 0,2 mag leicht veränderlich. Aldebaran hat die 1,16-fache Masse der Sonne, sein Durchmesser übersteigt den der Sonne jedoch um das nahezu 45-Fache und er leuchtet 150-mal so hell wie diese.
Die scheinbare Helligkeit beträgt 0,87 mag, die absolute Helligkeit −0,71 mag. Auffällig ist auch für den freiäugigen Beobachter seine rote Farbe (siehe auch Farbindex).

Lage von Aldebaran innerhalb der lokalen Blase, knapp unterhalb des Mittelpunkts (Maßstab 25 Lj.)

Der Begleiter (α Tauri B) ist ein Roter Zwerg der Spektralklasse M2. Es ist nicht gesichert, dass der Stern an Aldebaran gebunden ist.

## Weiteres

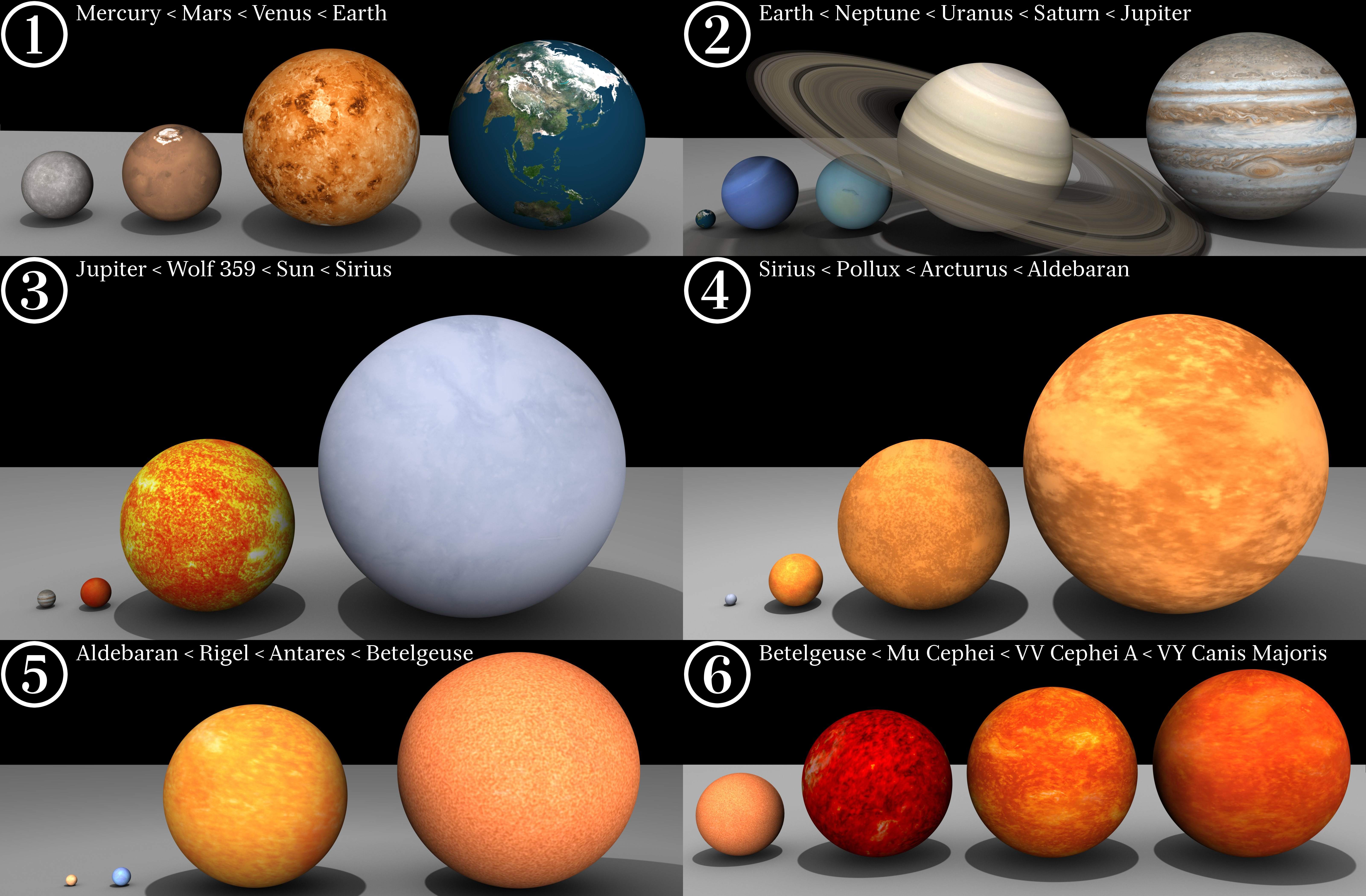
Aldebaran (Bilder 4 und 5) im Größenvergleich zu anderen Himmelskörpern

- Aldebaran liegt nahe dem Goldenen Tor der Ekliptik und kann vom Mond bedeckt werden. Die vorerst letzten dieser Bedeckungen waren am 26. Januar 1999, am 5. September 2015, am 23. Dezember 2015 und am 23. Februar 2018 zu beobachten. Bedeckungen durch Planeten des Sonnensystems werden wegen der Lage ihrer Bahnknoten bis auf Weiteres nicht stattfinden, da diese Aldebaran derzeit nördlich passieren.
- Aldebaran ist einer der vier persischen königlichen Sterne (Aldebaran, Regulus, Antares und Fomalhaut), die auch die Vier Himmelswächter genannt werden.
- Die fiktiven Bewohner eines Planeten im Sonnensystem von Aldebaran, die „Aldebaraner“, sind unter anderem Gegenstand rechtsextremer Esoterik und entsprechender Verschwörungstheorien (unter anderem vertreten von Axel Stoll oder Norbert Schittke), sowie zahlreicher Science-Fiction-Werke und inspirierten auch andere Schriftsteller wie Thomas Hardy und J. R. R. Tolkien.
- Die Rolling Stones haben in dem psychedelischen Song 2000 Light Years from Home eine Zeile dem Stern gewidmet.[11]
- Der erste im Jahr 1966 auf dem Mururoa-Atoll von Frankreich durchgeführte Atomtest trug den Codenamen Aldebaran.[12]